# Kanada (Třinec)
Kanada je část města Třinec v okrese Frýdek-Místek. Nachází se na jihozápadě Třince. V roce 2009 zde bylo evidováno 273 adres. V roce 2001 zde trvale žilo 1042 obyvatel. V této městské části bydlí občané v rodinných domcích, případně v menších domech starší bytové zástavby. Nachází se zde učiliště (Střední odborná škola Třineckých železáren), budova pro předškolní děti a žáky prvního stupně základní školy, menší zdravotnická střediska, noclehárna pro lidi bez přístřeší aj. Na jihozápadním okraji v zalesněné části je malá přehradní nádrž sloužící k rybaření s příznačným názvem „Kanaďanka“.
Kanada leží v katastrálním území Konská o výměře 8,43 km2.